# Barometr

Prosty barometr lewarowy

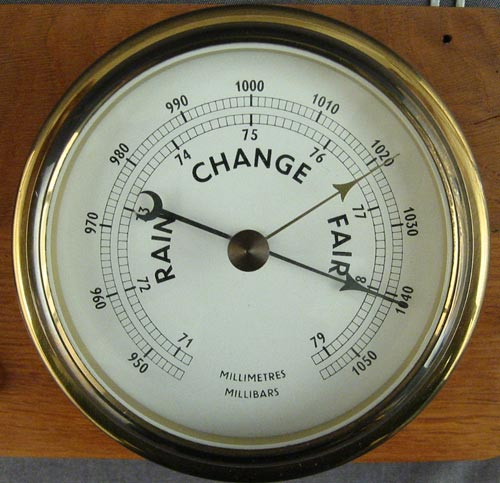
Barometr sprężynowy

Barometr – przyrząd do pomiaru ciśnienia atmosferycznego. W zależności od zasady działania, barometry dzielą się na cieczowe i sprężynowe.

## Barometr cieczowy
Pierwszy barometr cieczowy zbudował Torricelli w 1643. Do pomiaru ciśnienia atmosferycznego wykorzystywana jest tu ciecz o znacznej gęstości (zwykle rtęć) zawarta w rurce umieszczonej pionowo. Ciśnienie hydrostatyczne cieczy równoważy ciśnienie atmosferyczne, a wysokość słupa cieczy zależy od tego ciśnienia. Zakłócenia w pracy barometrów cieczowych mogą być spowodowane odchyleniem od pozycji pionowej, zmianą gęstości cieczy przy zmianie temperatury otoczenia, dostaniem się powietrza do tzw. próżni Torricellego nad cieczą, zmianą wysokości słupa cieczy z powodu sił przylegania cieczy do ścianek rurki. W przypadku rtęci, siła ta jest ujemna i powoduje obniżanie się poziomu cieczy w cienkich rurkach.
Ze względu na różnice w konstrukcji, barometry te możemy podzielić na:
- naczyniowe
- lewarowe,
- naczyniowo-lewarowe,
- Fortina.

## Wyskalowanie barometrów
Ciśnienie można wyrażać w jednostkach zwanych paskalami (od nazwiska francuskiego uczonego Pascala, który poprzez swoje eksperymenty wzbogacił wiedzę o ciśnieniu atmosferycznym).
Podziałka barometrów jest wyskalowana w torach lub hektopaskalach (paskalach).